# Miljonarvet
Miljonarvet är en svensk stumfilm från 1917 i regi av Konrad Tallroth. I rollerna ses bland andra William Larsson, Johnny Björkman och Jenny Tschernichin-Larsson.

## Om filmen
Inspelningen ägde rum 16-27 oktober 1916 i AB Svenska Biografteaterns ateljéer på Lidingö med Ragnar Westfelt som fotograf. Filmen premiärvisades den 22 januari 1917 på biograf Regina i Stockholm.
Filmen fick ett blandat mottagande i pressen.

## Handling
Michael måste förbli ungkarl för att kunna få ett arv.

## Rollista
- William Larsson – Gerald Weston, kapten
- Johnny Björkman – Michael Martin, Westons fosterson, arkitekt
- Jenny Tschernichin-Larsson – Smidt, hushållerska hos Weston
- Greta Almroth – Asta, Smidts dotter
- Stina Berg – Klara
- Hedvig Nenzén – Beata, Westons brorsdöttrar
- Alfred Lundberg – Lind, advokat